# 施特凡斯波兴
施特凡斯波兴是德国巴伐利亚州的一个市镇。总面积44.68平方公里，总人口3051人，其中男性1528人，女性1523人（2011年12月31日），人口密度68人/平方公里。